# Nicolae Ungureanu
Nicolae „Nae“ Ungureanu (* 11. November 1956 in Craiova) ist ein ehemaliger rumänischer Fußballspieler und derzeitiger -trainer. Er bestritt insgesamt 437 Spiele in der höchsten rumänischen Fußballliga, der Divizia A und nahm an der Fußball-Europameisterschaft 1984 teil.

## Spielerkarriere

### Verein
Ungureanu begann seine Laufbahn in der Jugendmannschaft von CSȘ Craiova und wechselte im Alter von 18 Jahren zu Electroputere Craiova, das seinerzeit in der zweitklassigen Divizia B spielte. Dort wurde der Lokalrivale Universitatea Craiova auf ihn aufmerksam und nahm ihn im Jahr 1977 unter Vertrag. Bei Uni Craiova erlebte er die erfolgreichste Zeit des Vereins: Er gewann dort in den Jahren 1980 sowie 1981 die rumänische Meisterschaft und in den Jahren 1978, 1981 sowie 1983 den rumänischen Pokal. Im Europapokal erreichte er in der Saison 1982/83 das Halbfinale des UEFA-Pokals, wo die Mannschaft nur aufgrund der Auswärtstorregel gegen Benfica Lissabon ausschied.
Im Jahr 1987 verließ er Craiova und schloss sich Steaua Bukarest, einem der damals besten Klubs Europas, an. Bei Steaua folgten zwei weitere Meisterschaften in den Jahren 1988 und 1989 sowie das Erreichen des Finales im Europapokal der Landesmeister 1988/89, das gegen den AC Mailand verloren wurde. 1992 verließ Ungureanu Steaua und wechselte zum Lokalrivalen Rapid Bukarest, wo er im Jahr 1993 seine Karriere beendete.

### Nationalmannschaft
Ungureanu bestritt insgesamt 57 Spiele für die rumänische Fußballnationalmannschaft und erzielte dabei ein Tor. Sein Debüt gab er am 8. April 1981 gegen Israel. Nationaltrainer Mircea Lucescu nominierte ihn für die Fußball-Europameisterschaft 1984 in Frankreich und setzte ihn in allen drei Spielen über die volle Distanz ein. Nach der knapp verpassten Qualifikation zur Fußball-Europameisterschaft 1988 setzte ihn der neue Trainer Emerich Jenei nur noch dreimal ein und verzichtete schließlich ganz auf ihn.

## Trainerkarriere
Nach dem Ende seiner aktiven Laufbahn übernahm er schon 1993 das Amt des Cheftrainers beim FC Drobeta Turnu Severin, der seinerzeit in der Divizia B spielte. Anfang April 1994 verpflichtete ihn Electroputere Craiova, das er vor dem Abstieg aus der Divizia Națională rettete. Nach einem schlechten Start in die Saison 1994/95 musste er wieder gehen.
Im Jahr 1995 holte Electroputere ihn zurück, um den Wiederaufstieg in die Divizia A zu erreichen. Das Ziel wurde weit verfehlt und Ungureanu wechselte 1996 wieder nach Turnu Severin, das in der Divizia C spielte. Da das Ziel Aufstieg als Zweiter knapp verfehlt wurde, musste Ungureanu den Verein wieder verlassen.
Im Jahr 1997 machte Ungureanu zunächst eine Pause als Trainer und übernahm die Leitung des Jugendzentrums von Universitatea Craiova, im weiteren Saisonverlauf betreute er auch die Jugendmannschaft des Vereins. Während der Saison 1998/99 übernahm Ungureanu zum dritten Mal das Traineramt in Turnu Severin, das mittlerweile in der Divizia B spielte. Im Jahr 1999 bekam er die Gelegenheit, unter dem neuen Trainer Emil Săndoi bei Universitatea Craiova zu arbeiten. Nach dessen Wechsel zum Vizepräsidenten im Jahr 2000 übernahm Ungureanu zunächst die Nachwuchsmannschaft, sprang aber im weiteren Saisonverlauf als Cheftrainer ein. Er schaffte mit dem 8. Platz die erfolgreichste Saison der letzten Jahre und die Qualifikation zum UEFA Intertoto Cup.
Trotz seiner erfolgreichen Arbeit wurde sein Vertrag bei Universitatea Craiova nicht verlängert und Ungureanu übernahm Internațional Pitești in der Divizia B. Bereits nach zwei Jahren musste er Pitești im Jahr 2003 wieder verlassen. 2004 übernahm er den FC Caracal (ebenfalls Divizia B) und führte ihn zweimal zum Klassenerhalt. Ab dem 17. April 2006 war Ungureanu für die letzten sieben Spiele der Saison 2005/06 für den in der Divizia A spielenden Klub Pandurii Târgu Jiu tätig, den er als Nachfolger von Viorel Hizo zum Klassenerhalt führte. Anschließend wurde er Co-Trainer von Ovidiu Stîngă bei Universitatea Craiova, mit dem er den Verein im September 2006 jedoch wieder verließ. Am 12. März 2007 kehrte Ungureanu als Cheftrainer zu FC Caracal zurück und löste dort den erfolglosen Emil Vlăduț ab. FC Caracal beendete die Saison auf dem siebten Rang seiner Staffel, startete in die Folgesaison jedoch mit zwei Unentschieden und acht Niederlagen. Ungureanu löste daraufhin am 24. Oktober 2007 seinen Vertrag auf und wurde durch den ehemaligen Trainer von Universitatea Craiova, Florin Cioroianu, ersetzt. Im September 2008 wurde er Co-Trainer von Ștefan Stoica bei Internațional Curtea de Argeș, mit dem zum Saisonende der Aufstieg in die Liga 1 gelang. Im Juli 2009 erhielt Ungureanu von seinem Verein die Freigabe, um als technischer Direktor bei Universitatea Craiova anzufangen.

## Erfolge

### Als Spieler
- EM-Teilnehmer: 1984
- Rumänischer Meister: 1980, 1981, 1988, 1989
- Rumänischer Pokalsieger: 1978, 1981, 1983, 1988, 1989, 1992
- Finale im Europapokal der Landesmeister: 1989
- Halbfinale im UEFA-Pokal: 1983